# Via Argentaria
Via Argentaria (latinsky „Stříbrná cesta“) byla římská starověká a středověká obchodní cesta vedoucí přes Dinárské Alpy. 

## Historie
Byla pojmenována podle římského stříbra, které se přepravovalo mezi mincovnou v Saloně, stříbrnými doly východně od Ilidži a ve Srebrenici a mincovnou v Sirmiu (dnešní Sremska Mitrovica v Srbsku).  
Na jižním konci spojovala město Salonu (oblast dnešního Solinu a Splitu), severovýchodně přes Dinárské Alpy počínaje Klisem a Sinjem, centrální Bosnu, a poté se stočila na sever podél toku Driny do dnešní Sremské Mitrovice.